# Creston (Iowa)
Creston és una població dels Estats Units a l'estat d'Iowa. Segons el cens del 2000 tenia 7.597 habitants.

## Demografia
Segons el cens del 2000, Creston tenia 7.597 habitants, 3.346 habitatges, i 1.974 famílies. La densitat de població era de 577,4 habitants per km².
Dels 3.346 habitatges en un 26,4% hi vivien nens de menys de 18 anys, en un 46,5% hi vivien parelles casades, en un 9,9% dones solteres, i en un 41% no eren unitats familiars. En el 35,7% dels habitatges hi vivien persones soles el 16% de les quals corresponia a persones de 65 anys o més que vivien soles. El nombre mitjà de persones vivint en cada habitatge era de 2,2 i el nombre mitjà de persones que vivien en cada família era de 2,86.
Per edats la població es repartia de la següent manera: un 22,6% tenia menys de 18 anys, un 10,4% entre 18 i 24, un 25% entre 25 i 44, un 22% de 45 a 60 i un 20% 65 anys o més.
L'edat mediana era de 39 anys. Per cada 100 dones de 18 o més anys hi havia 83,3 homes.
La renda mediana per habitatge era de 29.831 $ i la renda mediana per família de 41.003 $. Els homes tenien una renda mediana de 27.580 $ mentre que les dones 20.172 $. La renda per capita de la població era de 16.411 $. Entorn del 7% de les famílies i l'11,5% de la població estaven per davall del llindar de pobresa.

## Poblacions més properes
El següent diagrama mostra les poblacions més properes.